# 足柄村
足柄村（あしがらむら）は、静岡県の北東の駿東郡の村である。1955年に小山町と合併し、小山町の一部になった。

## 地理
鮎沢川流域に集落がある。東側は箱根外輪山の金時山を有す。足柄峠は東海道本線（御殿場線）開通までは神奈川県足柄地方への要路であった。

## 歴史
- 1889年（明治22年）4月1日 竹之下、新柴、桑木が合併して足柄村成立。菅沼村との組合村となっていた。
- 1912年（大正元年）8月1日 菅沼村が六合村と合併したため組合解消。
- 1947年（昭和22年）9月15日 足柄駅開業。
- 1955年（昭和30年）4月1日 小山町に編入され廃止。

## 交通
- 日本国有鉄道
  - 御殿場線足柄駅

現在は旧村域内を東名高速道路が通り、足柄サービスエリアが位置するが、合併当時は未開通。

## 教育機関
- 足柄村立足柄小学校(現・小山町立足柄小学校)

現在は旧村域に静岡県立小山高等学校があるが、合併当時は未開校。